# Escadrille Spa.315
Escadrille Spa.315 (originalmente Escadrille N.311, Escadrille N.315) foi um esquadrão de caça francês fundado em fevereiro de 1917, durante a Primeira Guerra Mundial. Atribuído à defesa da cidade de Belfort, na fronteira franco-alemã, ele abateu 21 aviões inimigos tendo apenas duas derrotas. Em 26 de outubro de 1918, eles foram mencionados em despachos por esse feito.

## História
Fundado em fevereiro de 1917 com caças Nieuport como Escadrille N.311, foi dissolvida em junho. Foi reformado no VI Armée em 25 de julho, ainda com Nieuports, como Escadrille N.315. Foi designado para a defesa de Belfort, na França, perto da fronteira alemã.
Foi designado Escadrille Spa.315 em 10 de julho de 1918, o que significa que foi re-equipado com caças SPAD. Em 26 de outubro de 1918, o General do VI Armée elogiou o esquadrão em ordens oficiais pela sua excelência em abater 21 aviões alemães com a perda de apenas dois aviões franceses.